# Бенгалски варан
Бенгалският варан (Varanus bengalensis) е вид влечуго от семейство Варанови (Varanidae). Видът не е застрашен от изчезване.

## Разпространение
Разпространен е в Афганистан, Бангладеш, Виетнам, Индия, Индонезия (Суматра и Ява), Иран, Камбоджа, Китай, Лаос, Малайзия, Мианмар, Непал, Пакистан, Тайланд и Шри Ланка.

## Описание
Продължителността им на живот е около 11,2 години. Популацията на вида е намаляваща.